# Bouskene
Bouskene est une commune de la wilaya de Médéa en Algérie.

## Géographie
La commune est située dans le tell central algérien dans l'Atlas tellien (mont de Titteri) au sud de l'Atlas blidéen à environ 110 km au sud d'Alger et à 60 km au sud-est de Médéa et à environ 12 km au sud-ouest de Beni Slimane et à  42 km au sud-est Berrouaghia  et à 40 km au sud-ouest de Tablat et à 79 km à l'ouest de Bouira. 
|                              | Bouchrahil |              |
| Sidi Naamane, Khams Djouamaa | Bouskene   | Beni Slimane |
|                              | Souagui    |              |